# Rio Cafarul
O Rio Cafarul é um rio da Romênia afluente do Rio Valea lui Fătu, localizado no distrito de Sibiu.